# Prasophyllum campestre
Prasophyllum campestre är en orkidéart som beskrevs av Robert J. Bates och David Lloyd Jones. Prasophyllum campestre ingår i släktet Prasophyllum och familjen orkidéer. Inga underarter finns listade i Catalogue of Life.